# 恩格佐博

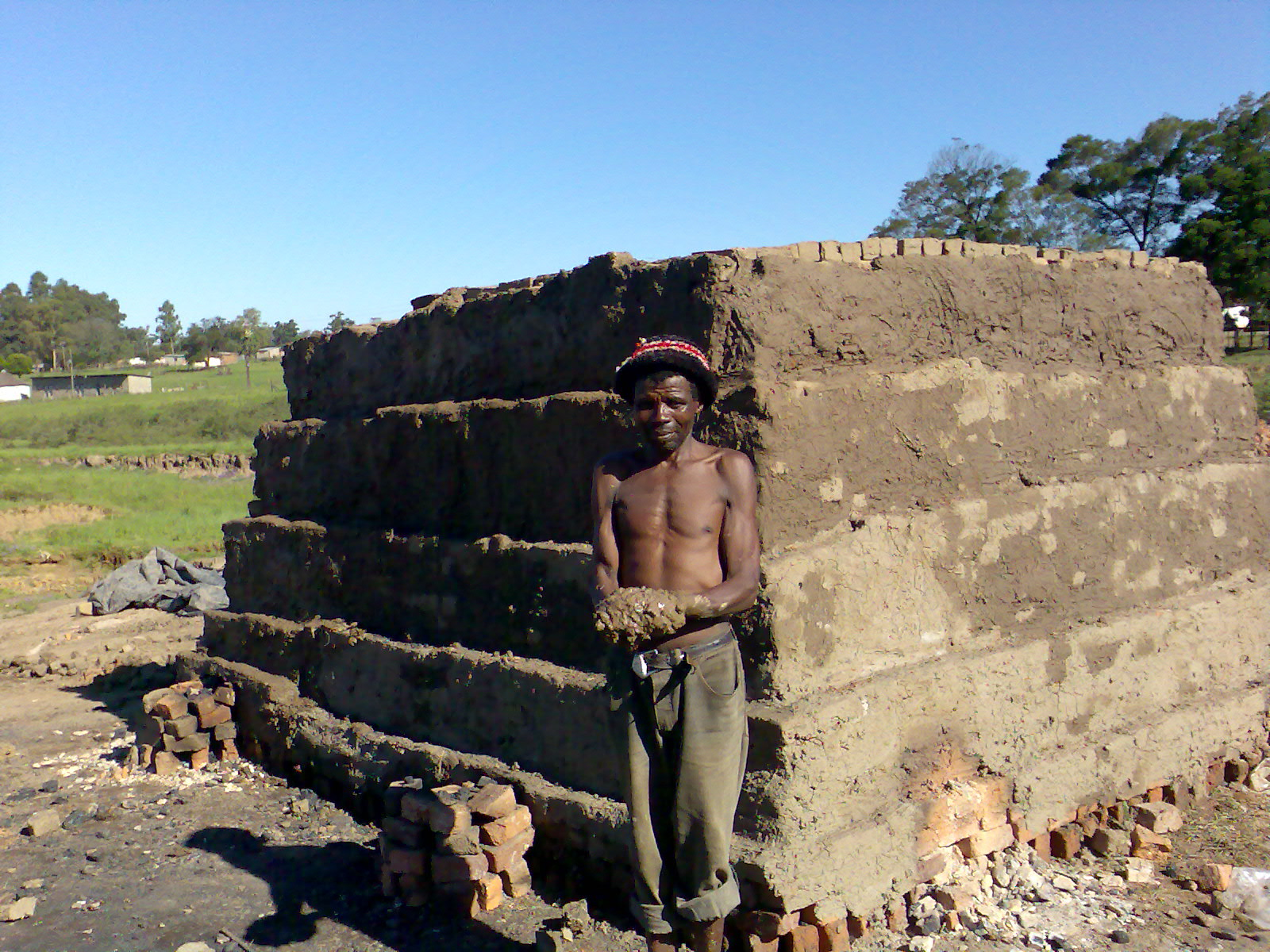

恩格佐博是南非的城鎮，位於該國東部，由東開普省負責管轄，面積26.55平方公里，鎮上有兩座政府醫院，2001年人口6,124，人口密度每平方公里約230人。